# Zygmunt Stojowski
Zygmunt Denis Antoni Jordan de Stojowski, znany też jako Sigismond Stojowski (ur. 8 kwietnia 1870 w Strzelcach na Kielecczyźnie, zm. 5 listopada 1946 w Nowym Jorku) – polski pianista i kompozytor, mieszkający przez większość życia w USA.

## Życiorys
Zygmunt Stojowski był synem Alfreda i Marii z Bogdańskich. Sporo informacji o ojcu, Alfredzie Stojowskim znaleźć można w Dziennikach Stefana Żeromskiego. Matka Zygmunta, Maria z Bogdańskich, była osobą ustosunkowaną w towarzysko-arystokratyczno-naukowych sferach, co przysłużyło się w rozwoju talentu jej syna.
Pierwszymi nauczycielami muzyki młodego Stojowskiego byli: Alfred Kołaczkowski, Henryk Bobiński, Stanisław Dybowski i Antoni Płachecki. W okresie gdy rodzina Stojowskich mieszkała w Krakowie, młody Zygmunt uczęszczał do gimnazjum św. Anny a lekcji muzyki udzielał mu Władysław Żeleński. Matka, Maria Stojowska prowadziła w domu muzyczny salon. Odwiedzały go międzynarodowe sławy: Hans von Bülow, Anton Rubinstein, Moriz Rosenthal i Józef Hofmann. Tu właśnie w 1884 14-letni Zygmunt spotkał o 10 lat starszego Ignacego Paderewskiego, z którym później przyjaźnił się przez całe życie.
W 1887 Stojowski rozpoczął studia muzyczne w Paryżu. Uczył się pod kierunkiem wielu znanych muzyków jak Louis Diémer (fortepian), Léo Delibes (kompozycja) i Théodore Dubois (harmonia). Oprócz muzyki studiował także na Sorbonie filozofię, literaturę i języki. Stojowski władał angielskim, niemieckim, rosyjskim, francuskim, łaciną, starożytną greką i językiem polskim.
W paryskiej Sali Gerarda w 1891 odbył się koncert rozpoczynający jego wielką karierę. W 1905 przybył do Nowego Jorku, gdzie 1 marca 1915 Orkiestra Filharmonii Nowojorskiej poświęciła cały koncert jego utworom (pierwszy polski kompozytor, którego spotkało takie wyróżnienie). Stojowski pozostał już w Stanach Zjednoczonych, gdzie występował z różnymi orkiestrami amerykańskimi oraz kształcił pianistów. Na początku kariery w tym kraju często był mylony z Leopoldem Stokowskim, ze względu na podobne nazwiska.
Jego utwory skrzypcowe wykonywali m.in. Paweł Kochański, George Enescu i Jacques Thibaud; wiolonczelowe – Pablo Casals, fortepianowe zaś Ignacy Jan Paderewski, Louis Diémer, Ignacy Friedman, Percy Grainger, Olga Samaroff czy Józef Hofmann. Pieśni jego autorstwa śpiewała Marcelina Sembrich-Kochańska.
Wybrane dzieła (spośród 43 opusów):
- Koncert fortepianowy fis-moll op. 3
- Symfonia d-moll
- Suita Es-dur na orkiestrę op. 9
- Kantata Le printemps (Wiosna) na chór mieszany i orkiestrę
- Concertstück na wiolonczelę i orkiestrę
- II koncert fortepianowy
- kantata Modlitwa za Polskę do tekstu Zygmunta Krasińskiego

Otrzymał Krzyż Oficerski Orderu Odrodzenia Polski (1926) i amerykański Medal Zasłużonych.